# Kulturmeile (Bremen)
Kulturmeile ist die Bezeichnung für einen Straßenabschnitt in den Bremer Ortsteilen Altstadt und Ostertor. Sie ist in etwa deckungsgleich mit dem östlichsten Teilstück der Straße Am Wall und erstreckt sich über knapp 300 Meter vom östlichen Ende der Altstadt durch die Wallanlagen bis hin zum Goetheplatz. Die inoffizielle Namensgebung beruht auf der hohen baulichen Dichte kultureller Institutionen an dieser Achse. Von West nach Ost sind dies:
1. Zentralbibliothek der Stadtbibliothek Bremen im Wall-Forum
2. Kunsthalle Bremen
3. Gerhard-Marcks-Haus
4. Wilhelm-Wagenfeld-Haus
5. Dokumentationsstätte Gefangenenhaus Ostertorwache
6. Villa Ichon
7. Theater Bremen

Durch ihre Lage fungiert die Kulturmeile als Bindeglied zwischen der Altstadt auf der einen und den alternativen, multikulturell geprägten Straßenzügen des „Viertels“ auf der anderen Seite. Zudem ist sie Bestandteil der Streckenführung des alljährlichen Bremer Samba-Karnevalsumzugs sowie Standort einiger Bühnen des Straßenzirkusfestivals La Strada und wird auch für das ViertelFest genutzt. Über die Straßenbahnlinien 2 und 3 sowie die Buslinie 35 mit ihrer gemeinsamen Haltestelle Theater am Goetheplatz ist sie in das Netz des öffentlichen Personennahverkehrs eingebunden. Die von der BREPARK GmbH betriebene und über den Osterdeich anzufahrende Tiefgarage Ostertor/Kulturmeile ist für den Individualverkehr geöffnet. 

## Galerie

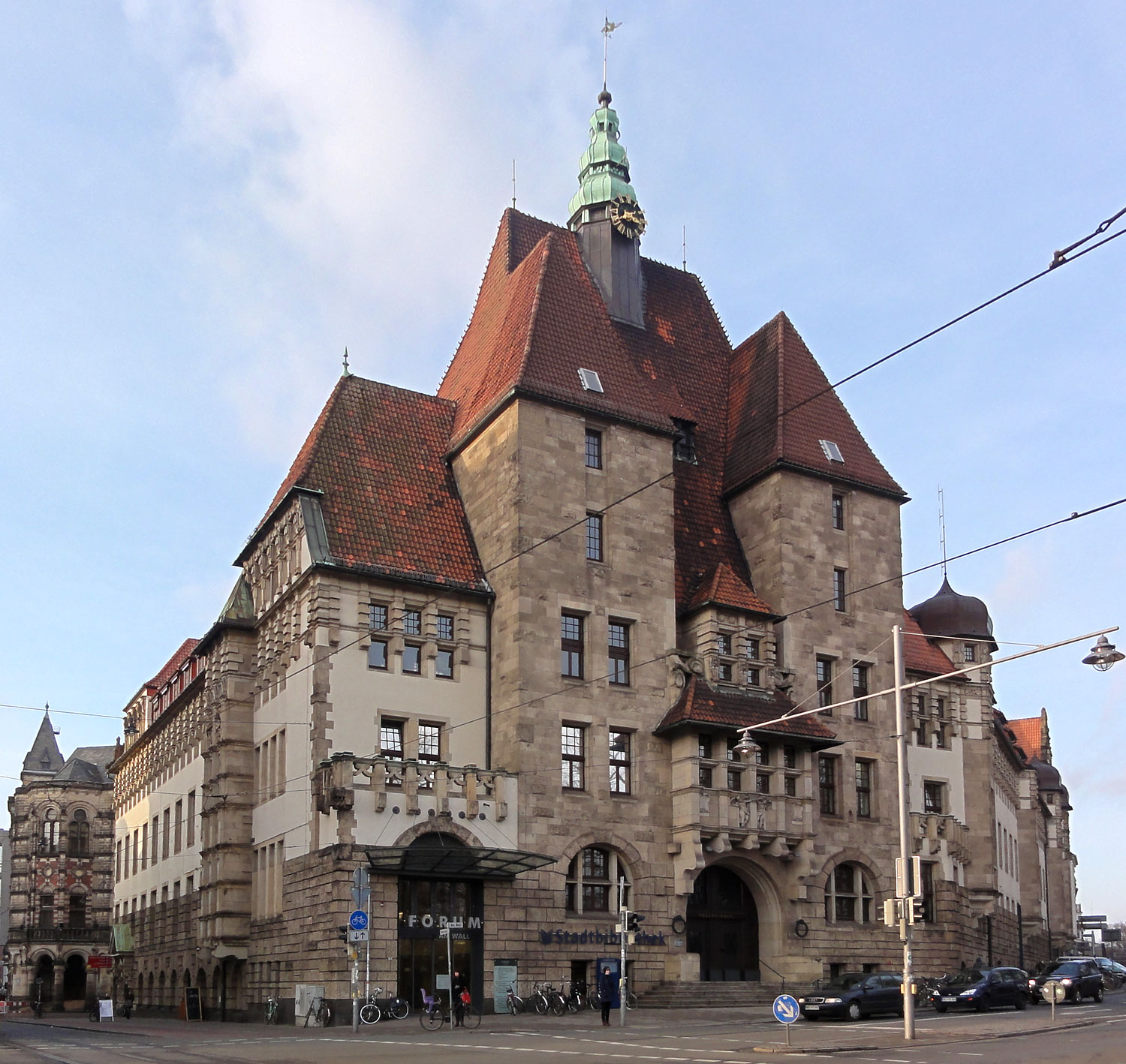
Die Zentralbibliothek
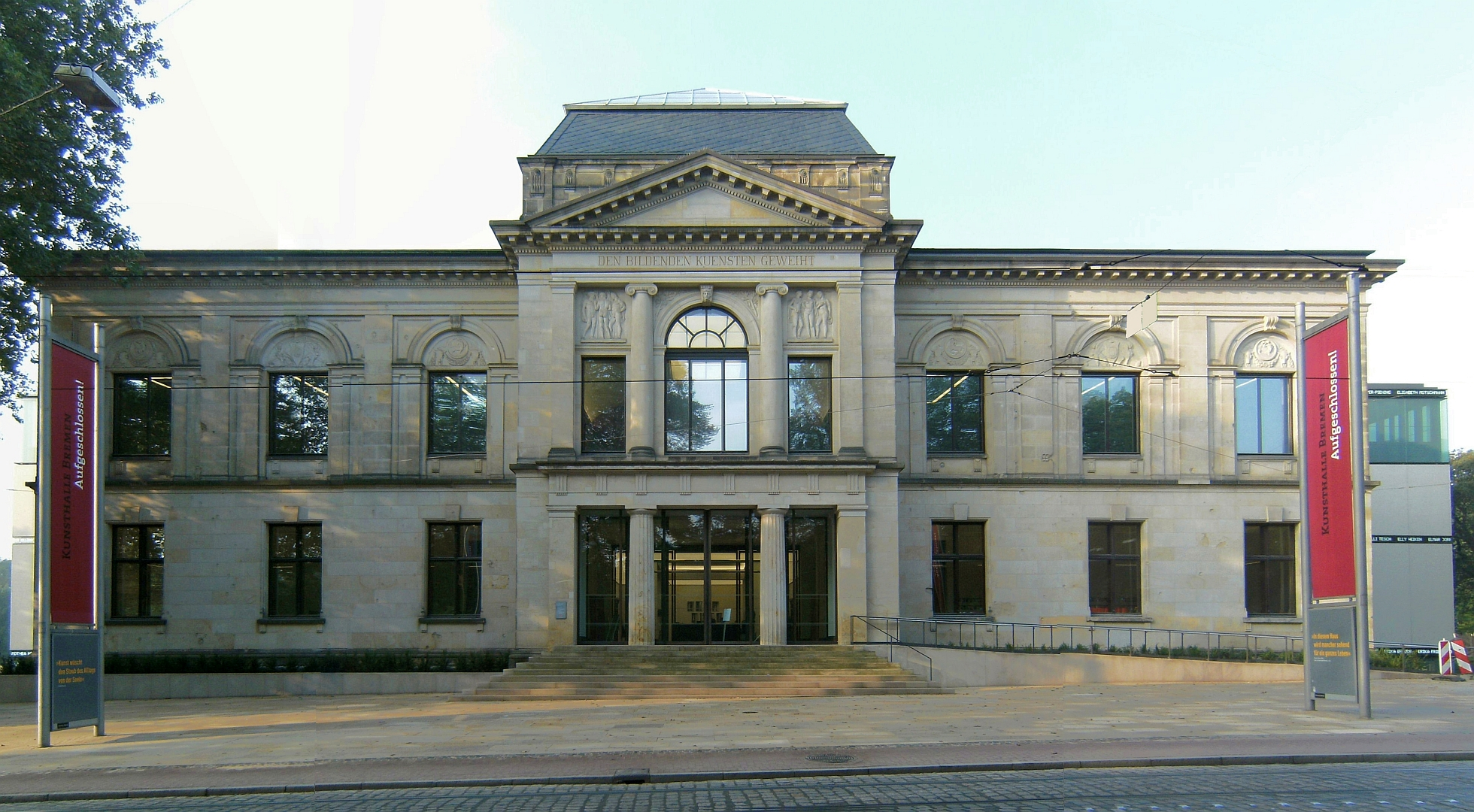
Die Kunsthalle
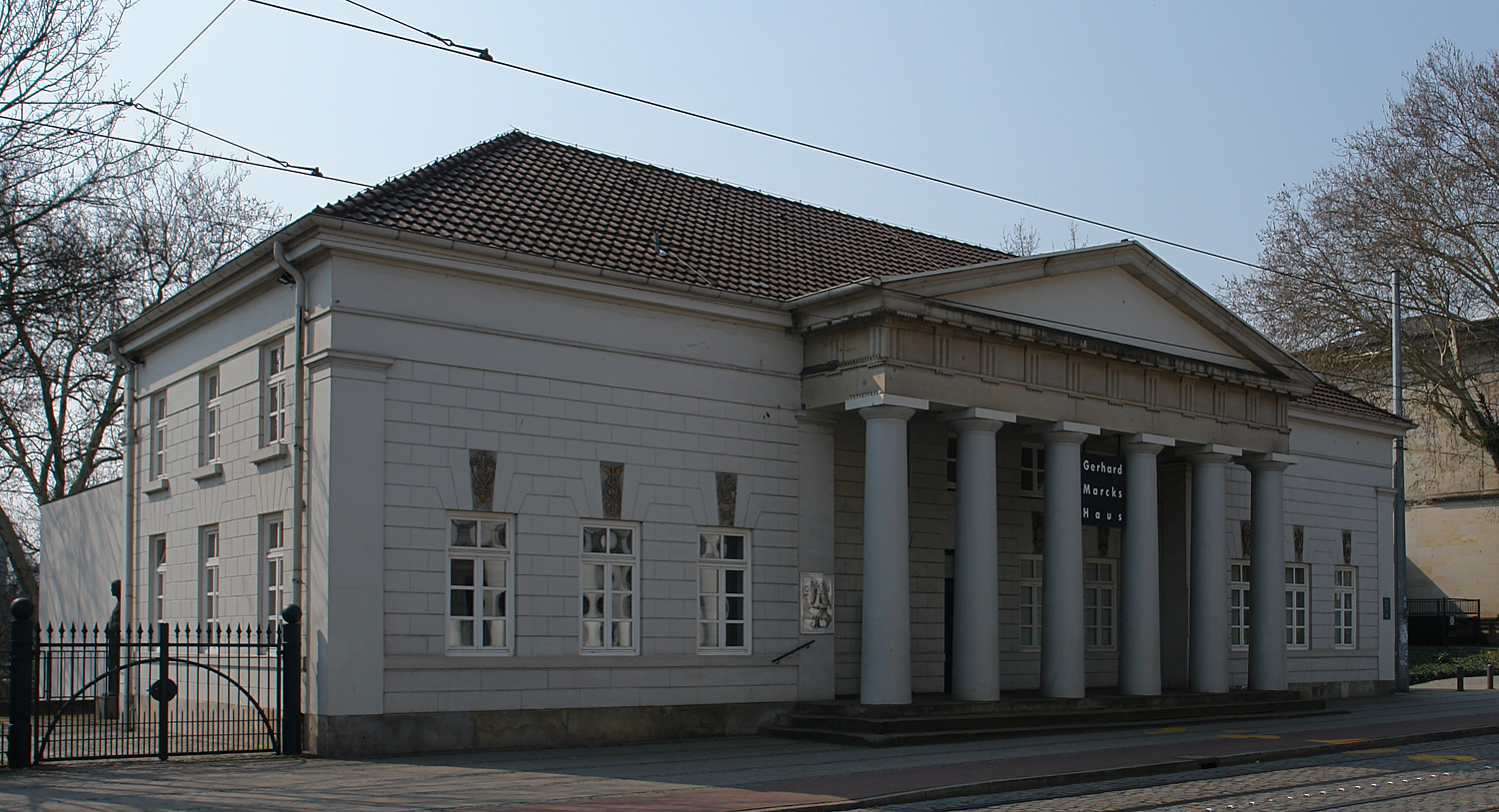
Das Gerhard-Marcks-Haus
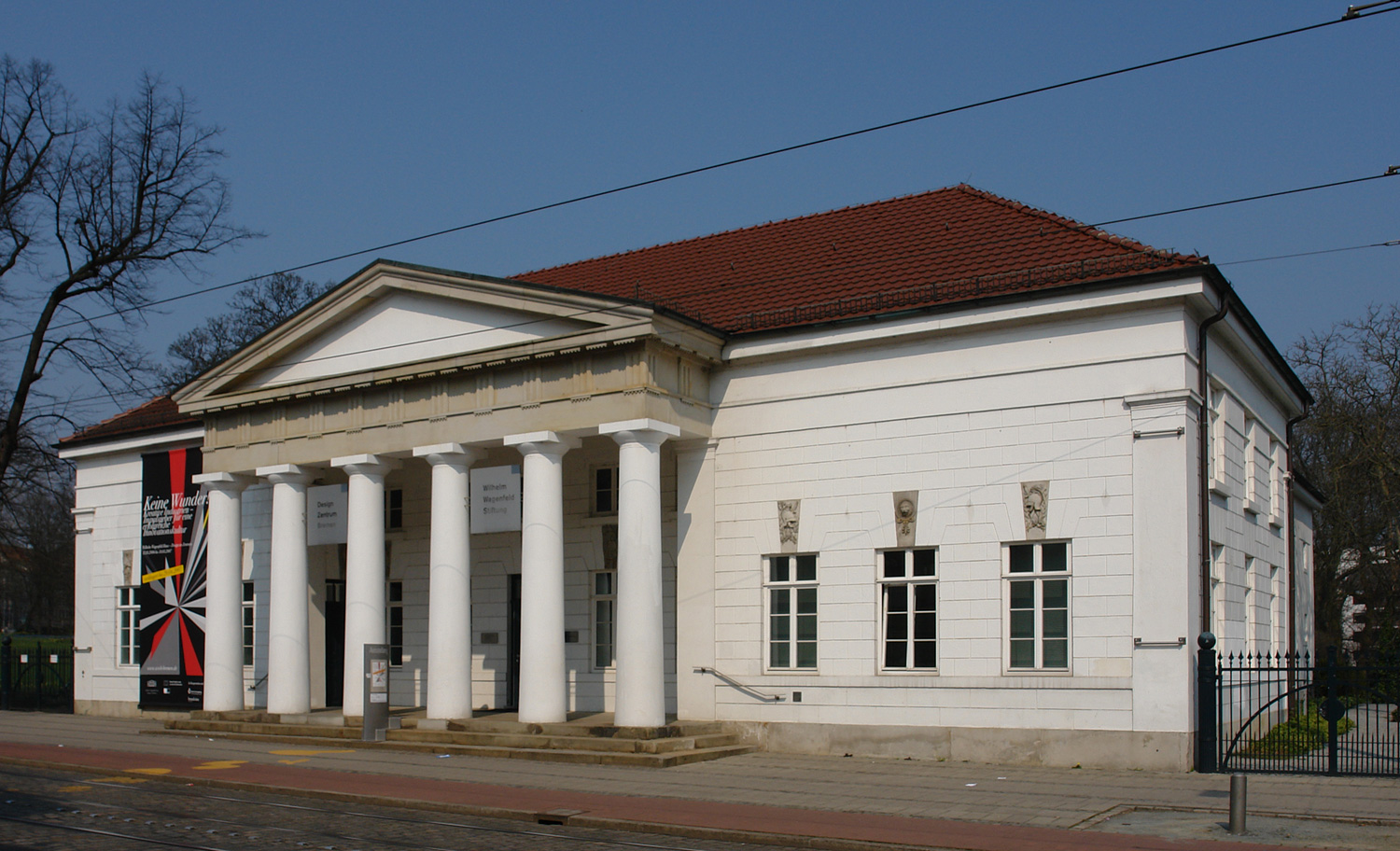
Das Wilhelm-Wagenfeld-Haus (beherbergt im hinteren Gebäudetrakt auch die Dokumentationsstätte Gefangenenhaus Ostertorwache)
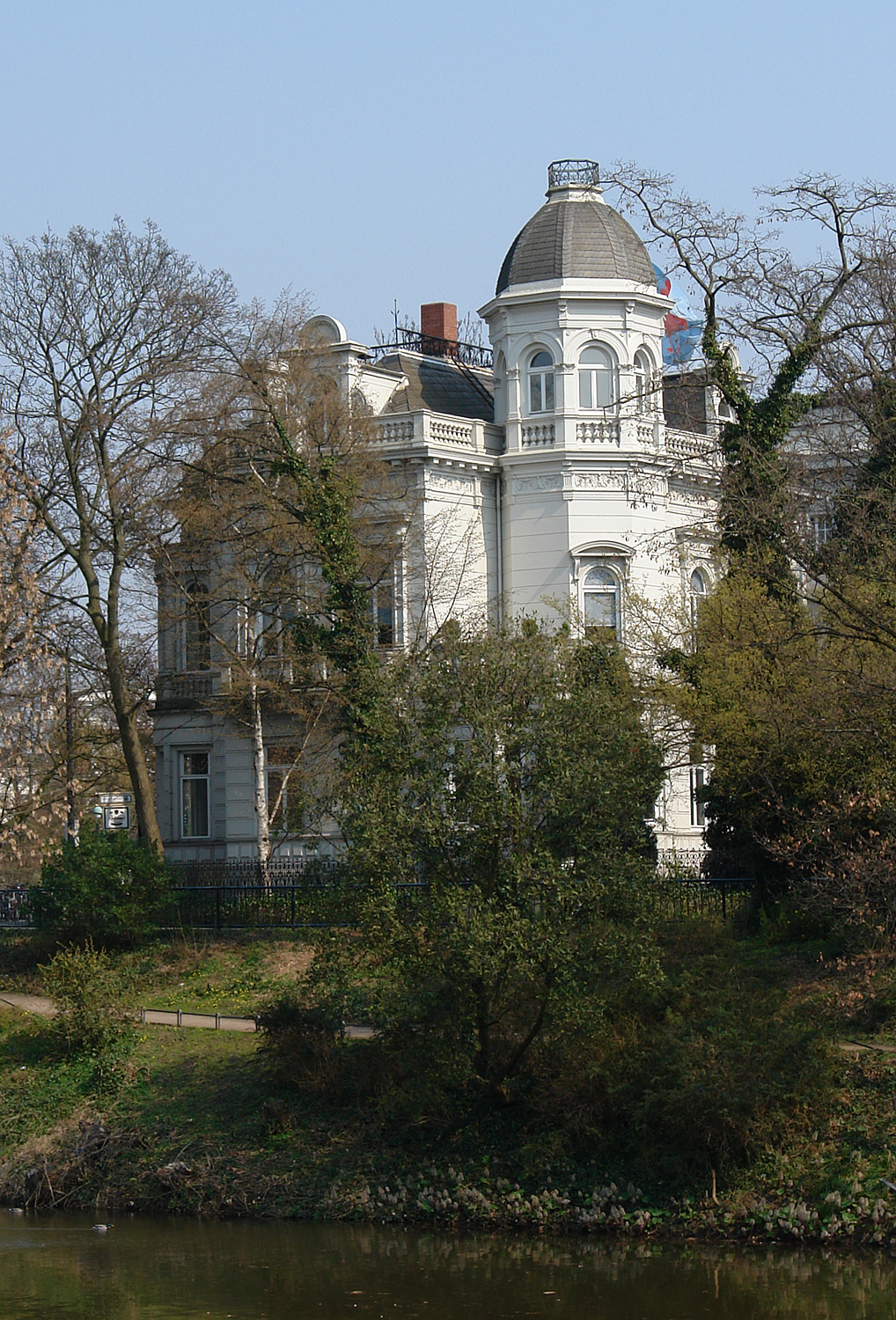
Die Villa Ichon
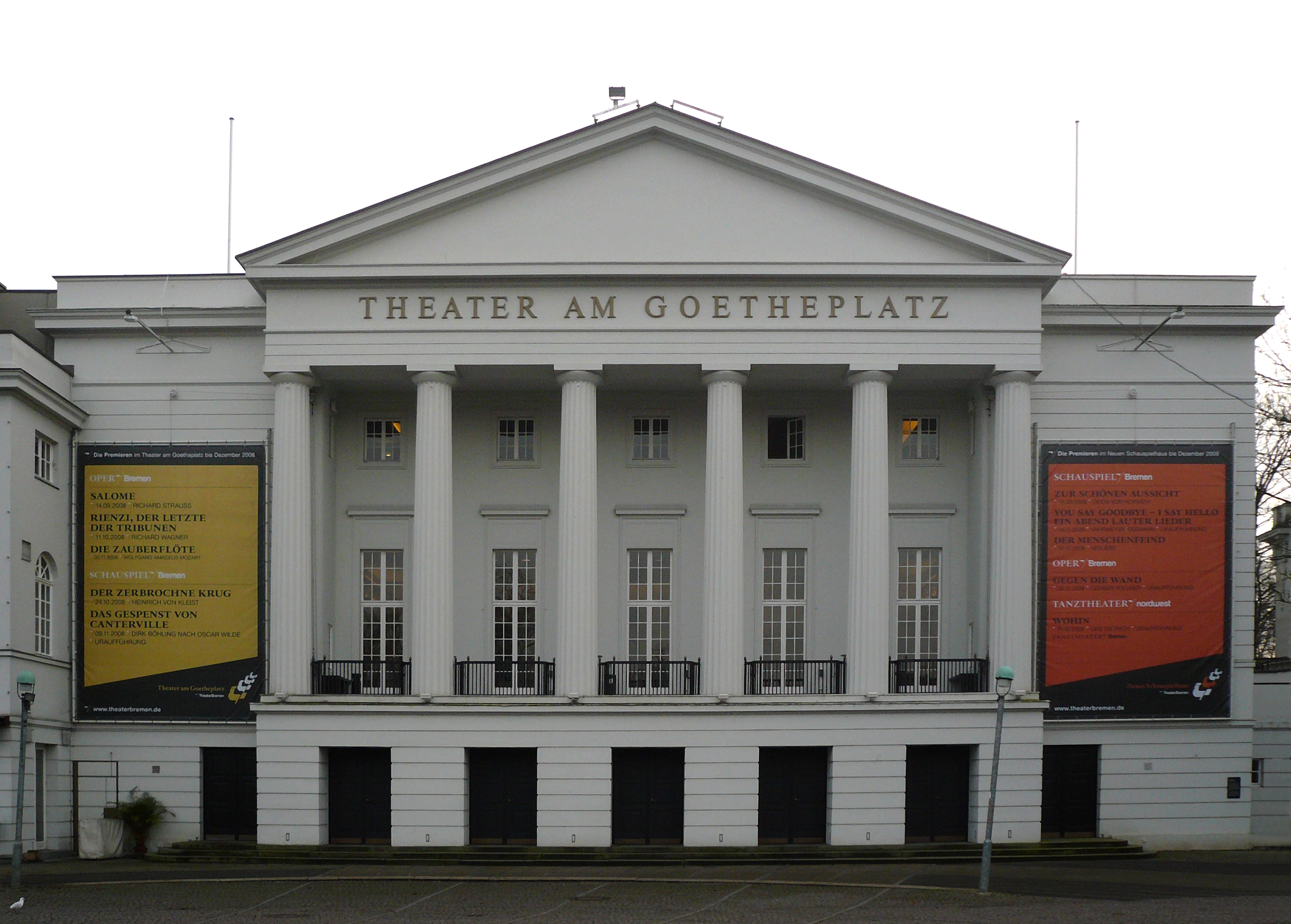
Das Theater am Goetheplatz (Teil des Gebäudekomplexes des Theater Bremen)

## Weblink
- Vorstellung der Kulturmeile auf der offiziellen Internetpräsenz der Bremer Touristik-Zentrale

Koordinaten: 53° 4′ 22,5″ N, 8° 48′ 52,1″ O